# Domus Publica
La Domus Publica era un edificio situado en el Foro Romano, entre la Casa de las Vestales y la Regia, en la llamada Via Sacra. Era la residencia oficial del Pontifex Maximus, y lugar a donde se tenía que trasladar cualquier persona que fuera investida con ese cargo religioso.
Si bien no se sabe a ciencia cierta cuándo fue construida, siempre tuvo el carácter de residencia del Pontifex, hasta que en el año 64 fue incorporada a la casa de las vestales, tras la reconstrucción de ésta después del incendio de Roma en tiempos de Nerón.
En las excavaciones que se han practicado en la zona, se han encontrado dos habitaciones, una de ellas con ábside, que podrían corresponder a los baños de la Domus Pública.